# Abramo di Arbela
Abramo (... – Tell Niaha, 31 gennaio 345) è stato vescovo di Arbela, venerato come martire dalla Chiesa cattolica.

## Dati storici e culto
Sono diverse le fonti che ricordano questo santo vescovo, in particolare la Cronaca di Arbela, le passiones siriache e greche, e il sinassario costantinopolitano. Durante la persecuzione del re persiano Sapore II contro i cristiani, il vescovo Giovanni di Arbela fu arrestato nel 343 e, dopo un anno passato in prigione, fu giustiziato il 1º novembre 344. Durante la sua prigionia, la comunità cristiana elesse un nuovo vescovo, Abramo, il quale, per fuggire la persecuzione, si rifugiò nel villaggio di Tell Niaha; trovato e arrestato, si rifiutò di adorare il sole, e fu condannato alla decapitazione. Secondo la Cronaca di Arbela, il martirio avvenne il 5 febbraio, mentre una passio siriaca pone la data del 31 gennaio.
Nei dittici e nei martirologi antichi, Abramo è ricordato il 5 febbraio assieme al suo predecessore Giovanni.
Il Martirologio Romano fa memoria del santo il 31 gennaio, e lo ricorda con queste parole: